# Contemporary hit radio
Contemporary hit radio (också känt som CHR, contemporary hits, hit list, current hits, hit music, top 40 eller popradio) är ett radioformat som är vanligt i USA, Brasilien, Storbritannien, Kanada och Australien. CHR fokuserar på att spela aktuell och återkommande populärmusik från Top 40-topplistor.